# Lanciatore leggero
Un lanciatore leggero è, per convenzione, un vettore spaziale in grado di posizionare un carico utile con una massa inferiore a due tonnellate in orbita terrestre bassa.
All’inizio dell’era spaziale esistevano solo lanciatori leggeri a causa della mancanza di motori a razzo sufficientemente potenti. La categoria dei lanciatori medi e pesanti apparve dopo pochi anni. I lanciatori leggeri sono ancora utilizzati perché sono particolarmente adatti al lancio di micro-satelliti che costituiscono la maggior parte dei carichi utili. Con lo sviluppo di NewSpace negli anni 2010, molte aziende hanno intrapreso lo sviluppo di lanciatori leggeri con poco o nessun sostegno finanziario statale perché richiedono fondi relativamente modesti.

## Confronto tra alcuni lanciatori leggeri
| Lanciatore                  | Paese                     | Costruttore                                       | Massa in LEO (kg) | Massa in altre orbite (kg) | Lanci  | Stato       | Primo lancio | Ultimo lancio | Costo (milioni di USD) |
| --------------------------- | ------------------------- | ------------------------------------------------- | ----------------- | -------------------------- | ------ | ----------- | ------------ | ------------- | ---------------------- |
| SS-520                      | Giappone                  | IHI                                               | 4                 |                            | 2      | Ritirato    | 2017         | 2018          | 4,5                    |
| Vanguard                    | Stati Uniti               | Martin                                            | 9                 |                            | 11(+1) | Ritirato    | 1957         | 1959          |                        |
| Qased                       | Iran                      | IRGCASF                                           | 10∼50             |                            | 3      | Operativo   | 2020         |               |                        |
| Juno I                      | Stati Uniti               | Chrysler                                          | 11                |                            | 6      | Ritirato    | 1958         | 1959          |                        |
| Veloce 17                   | Stati Uniti               | Eldorado Space                                    | 12                |                            | 0      | In sviluppo |              |               |                        |
| Lambda 4S                   | Giappone                  | Nissan Motors                                     | 26                |                            | 5      | Ritirato    | 1966         | 1977          |                        |
| SLV                         | India                     | ISRO                                              | 40                |                            | 4      | Ritirato    | 1979         | 1983          |                        |
| Juno II                     | Stati Uniti               | Chrysler                                          | 41                |                            | 10     | Ritirato    | 1958         | 1961          |                        |
| Boeing Small Launch Vehicle | Stati Uniti               | Boeing                                            | 45                |                            |        | In sviluppo |              |               |                        |
| Safir                       | Iran                      | Iranian Space Agency                              | 50                |                            | 8      | Ritirato    | 2008         | 2019          |                        |
| Vector-R                    | Stati Uniti               | Vector Space Systems                              | 60                |                            | 0 (+2) | Defunto     |              |               |                        |
| Blue Whale 1                | Corea del Sud             | Perigee Aerospace                                 | 63                | 50 to SSO                  | 0      | In sviluppo | (2022)       |               |                        |
| Black Arrow                 | Regno Unito               | RAE                                               | 73                |                            | 4      | Ritirato    | 1969         | 1971          |                        |
| Qaem 100                    | Iran                      | IRGC                                              | 80                |                            | 1(+1)  | In sviluppo | (2022)       |               |                        |
| Miura 1                     | Spagna                    | PLD Space                                         | 100               |                            | 0      | In sviluppo | (2022)       |               |                        |
| Naro-1                      | Corea del Sud Russia      | KARI/GKNPC Chruničev                              | 100               |                            | 3      | Ritirato    | 2009         | 2013          |                        |
| Volna                       | Russia                    | Makeyev                                           | 100               |                            | 1(+5)  | Ritirato    | 1995         | 2005          |                        |
| Kaituozhe-1                 | Cina                      | Accademia cinese di tecnica dei lanciatori (CALT) | 100               |                            | 2      | Ritirato    | 2002         | 2003          |                        |
| Agnibaan                    | India                     | Agnikul Cosmos                                    | 100               |                            | 0      | In sviluppo | (2022)       |               |                        |
| Diamant                     | Francia                   | SEREB                                             | 107               |                            | 12     | Ritirato    | 1965         | 1975          |                        |
| Vector-H                    | Stati Uniti               | Vector Space Systems                              | 110               |                            | 0      | Defunto     |              |               |                        |
| ZERO                        | Giappone                  | Interstellar Technologies                         |                   | 100 in SSO                 | 0      | In sviluppo | (2023)       |               |                        |
| Capricornio                 | Spagna                    | INTA                                              | 140               |                            | 0      | Cancellato  |              |               |                        |
| ASLV                        | India                     | ISRO                                              | 150               |                            | 4      | Ritirato    | 1987         | 1994          |                        |
| Chetak                      | India                     | Bellatrix Aerospace                               | 150               |                            | 0      | In sviluppo | (2023)       |               |                        |
| VLM                         | Brasile                   | Comando generale di tecnologia aerospaziale       | 150               |                            | 0      | In sviluppo | (2023)       |               |                        |
| Shavit 2                    | Israele                   | IAE                                               | 160               |                            | 12     | Operativo   | 1988         |               |                        |
| Scout                       | Stati Uniti               | US Air Force/NASA                                 | 174               |                            | 125    | Ritirato    | 1961         | 1994          |                        |
| Mu-4S                       | Giappone                  | Nissan Motors                                     | 180               |                            | 4      | Ritirato    | 1971         | 1972          |                        |
| Mu-3C                       | Giappone                  | Nissan Motors                                     | 195               |                            | 4      | Ritirato    | 1974         | 1979          |                        |
| Unha                        | Corea del Nord            | KCST                                              | 200               |                            | 4      | Operativo   | 2009         |               |                        |
| Haribon SLS-1               | Filippine                 | OrbitX                                            | 200               |                            | 0      | In sviluppo | (2023–2024)  |               |                        |
| DNLV                        | Malaysia                  | Independence-X Aerospace                          | 200               |                            | 0      | In sviluppo | (2023)       |               |                        |
| Volans                      | Singapore                 | Equatorial Space Systems                          | 220               | 150 in SSO                 | 0      | In sviluppo | (2023)       |               |                        |
| Zuljanah                    | Iran                      | Iranian Space Agency                              | 220               |                            | 0(+2)  | In sviluppo | (2021)       |               |                        |
| Tronador II                 | Argentina                 | CONAE                                             | 250               |                            | 0      | In sviluppo |              |               |                        |
| Shtil'                      | Russia                    | Makeyev                                           | 280 – 420         |                            | 2      | Ritirato    | 1998         | 2006          |                        |
| Mu-3H                       | Giappone                  | Nissan Motors                                     | 300               |                            | 3      | Ritirato    | 1977         | 1978          |                        |
| Mu-3S                       | Giappone                  | Nissan Motors                                     | 300               |                            | 4      | Ritirato    | 1980         | 1984          |                        |
| Lunga Marcia 1 (CZ-1)       | Cina                      | Accademia cinese di tecnica dei lanciatori (CALT) | 300               |                            | 2      | Ritirato    | 1970         | 1971          |                        |
| Electron                    | Nuova Zelanda Stati Uniti | Rocket Lab                                        | 300               | 200 in SSO                 | 40     | Operativo   | 2017         |               | 7,5 (2019)             |
| Jielong 1                   | Cina                      | Accademia cinese di tecnica dei lanciatori (CALT) |                   | 200 in SSO                 | 1      | Operativo   | 2019         |               |                        |
| Hyperbola-1                 | Cina                      | i-Space                                           | 300               |                            | 5      | Operativo   | 2020         |               |                        |
| Chollima-1                  | Corea del Nord            | NADA                                              | ≥300              |                            | 2      | Operativo   | 2023         |               |                        |
| Vikram 1                    | India                     | Skyroot Aerospace                                 | 315               | 255 in SSO                 | 0      | In sviluppo | (2023)       |               |                        |
| Skyrora XL                  | Regno Unito               | Skyrora                                           | 315               |                            | 0      | In sviluppo | (2023)       |               |                        |
| Delta 1913                  | Stati Uniti               | McDonnell Douglas                                 | 328               |                            | 1      | Ritirato    | 1973         | 1973          |                        |
| Delta 2310                  | Stati Uniti               | McDonnell Douglas                                 | 336               |                            | 3      | Ritirato    | 1974         | 1981          |                        |
| Delta 1410                  | Stati Uniti               | McDonnell Douglas                                 | 340               |                            | 1      | Ritirato    | 1975         | 1975          |                        |
| Simorgh                     | Iran                      | Iranian Space Agency                              | 350               |                            | 5(+1)  | In sviluppo | 2016         |               |                        |
| Ceres 1                     | Cina                      | Galactic Energy                                   | 350               |                            | 10     | Operativo   | 2020         |               |                        |
| VLS-1                       | Brasile                   | AEB, INPE                                         | 380               |                            | 2      | Ritirato    | 1997         | 2003          |                        |
| Delta 1604                  | Stati Uniti               | McDonnell Douglas                                 | 390               |                            | 2      | Ritirato    | 1972         | 1973          |                        |
| Hapith V                    | Taiwan                    | TiSPACE                                           | 390               | 350 in SSO                 | 0      | In sviluppo |              |               |                        |
| Kuaizhou-1                  | Cina                      | CASC                                              | 400               | 250 in SSO                 | 24     | Operativo   | 2013         |               |                        |
| Falcon 1                    | Stati Uniti               | SpaceX                                            | 420               |                            | 5      | Ritirato    | 2006         | 2009          |                        |
| Pegasus                     | Stati Uniti               | Orbital                                           | 443               |                            | 45     | Ritirato    | 1990         | 2021          | 56 (2014)              |
| Conestoga                   | Stati Uniti               | Space Services Inc.                               | 500               |                            | 3      | Ritirato    | 1982         | 1995          |                        |
| Sputnik 8K71PS              | Unione Sovietica          | RKK Ėnergija                                      | 500               |                            | 2      | Ritirato    | 1957         | 1957          |                        |
| Launcher One                | Stati Uniti               | Virgin Orbit                                      | 500               | 300 to SSO                 | 6      | Ritirato    | 2020         |               | 12 (2020)              |
| SSLV                        | India                     | ISRO / NSIL                                       | 500               | 300 in SSO                 | 2      | Operativo   | 2022         |               | da 3,8 a 4,4 (2023)    |
| Vikram II                   | India                     | Skyroot Aerospace                                 | 520               | 410 in SSO                 | 0      | In sviluppo | TBD          |               |                        |
| Start-1                     | Russia                    | MITT                                              | 532               | 350 to SSO                 | 5      | Operativo   | 1993         |               |                        |
| Minotaur I                  | Stati Uniti               | Orbital                                           | 580               |                            | 12     | Operativo   | 2000         |               | 28,8 (2013)            |
| Lunga Marcia 6              | Cina                      | Accademia cinese di tecnica dei lanciatori (CALT) |                   | 500 in SSO                 | 11     | Operativo   | 2015         |               |                        |
| Rocket 3                    | Stati Uniti               | Astra Space                                       | 45                |                            | 7(+2)  | Ritirato    | 2020         | 2022          | 2,5 (2020)             |
| Rocket 4                    | Stati Uniti               | Astra Space                                       | 600               |                            | 0      | In sviluppo | (2023)       |               |                        |
| Lunga Marcia 11             | Cina                      | Accademia cinese di tecnica dei lanciatori (CALT) | 700               |                            | 16     | Operativo   | 2015         |               |                        |
| Paektusan-1                 | Corea del Nord            | KCST                                              | 700               |                            | 1      | Ritirato    | 1998         |               |                        |
| Vikram III                  | India                     | Skyroot Aerospace                                 | 720               | 580 in SSO                 | 0      | In sviluppo | TBD          |               |                        |
| Lunga Marcia 1D (CZ-1D)     | Cina                      | Accademia cinese di tecnica dei lanciatori (CALT) | 740               |                            | 0(+3)  | Ritirato    | 1995         | 2002          |                        |
| Mu-3SII                     | Giappone                  | Nissan Motors                                     | 770               |                            | 8      | Ritirato    | 1985         | 1995          |                        |
| Athena I                    | Stati Uniti               | Lockheed Martin                                   | 795               | 515 in GTO                 | 4      | Ritirato    | 1995         | 2001          | 17 (2000)              |
| Delta 3913                  | Stati Uniti               | McDonnell Douglas                                 | 816               |                            | 1      | Ritirato    | 1981         | 1981          |                        |
| Miura 5                     | Spagna                    | PLD Space                                         | 900               |                            | 0      | In sviluppo | (2024)       |               |                        |
| Alpha                       | Stati Uniti               | Firefly Aerospace                                 | 1 000             | 600 in SSO                 | 3      | Operativo   | 2021         |               | 15 (2020)              |
| J-I                         | Giappone                  | IHI Corporation Nissan Motors                     | 1 000             |                            | 0(+1)  | Ritirato    | 1996         | 1996          |                        |
| Spectrum                    | Germania                  | Isar Aerospace                                    | 1 000             | 700 in SSO                 | 0      | In sviluppo | (2023)       |               |                        |
| Delta 1910                  | Stati Uniti               | McDonnell Douglas                                 | 1 066             |                            | 1      | Ritirato    | 1975         | 1975          |                        |
| N-I                         | Giappone Stati Uniti      | Mitsubishi Heavy Industries                       | 1 200             |                            | 7      | Ritirato    | 1975         | 1982          |                        |
| Epsilon                     | Giappone                  | IHI Aerospace                                     | 1 200             |                            | 5      | Operativo   | 2013         |               | 38                     |
| Terran 1                    | Stati Uniti               | Relativity Space                                  | 1 250             |                            | 1      | Ritirato    | 2023         | 2023          | 10 (2019)              |
| Delta 0100                  | Stati Uniti               | McDonnell Douglas                                 | 1 300             | 818 in SSO                 | 2      | Ritirato    | 1972         | 1972          |                        |
| Sputnik 8A91                | Unione Sovietica          | RKK Ėnergija                                      | 1 327             |                            | 2      | Ritirato    | 1958         | 1958          |                        |
| RS1                         | Stati Uniti               | ABL Space Systems                                 | 1 350             | 400 in GTO                 | 1      | Operativo   | 2023         |               | 12 (2021)              |
| Atlas LV-3B                 | Stati Uniti               | Convair                                           | 1 360             |                            | 9      | Ritirato    | 1960         | 1963          |                        |
| Strela                      | Russia                    | GKNPC Chruničev                                   | 1 400             |                            | 3      | Operativo   | 2003         |               |                        |
| H-I                         | Giappone Stati Uniti      | Mitsubishi Heavy Industries                       | 1 400             |                            | 9      | Ritirato    | 1986         | 1992          |                        |
| Minotaur-C                  | Stati Uniti               | Orbital                                           | 1 450             | 1 050 in SSO               | 10     | Operativo   | 1994         |               | 45                     |
| Kosmos-3M                   | Unione Sovietica Russia   | NPO Polyot                                        | 1 500             |                            | 442    | Ritirato    | 1967         | 2010          |                        |
| Kuaizhou-11                 | Cina                      | CASC                                              | 1 500             | 1,000 in SSO               | 2      | Operativo   |              |               |                        |
| Minotaur IV                 | Stati Uniti               | Orbital                                           | 1 735             |                            | 7      | Operativo   | 2010         |               | 50                     |
| M-V                         | Giappone                  | Nissan Motors (−2000) IHI Aerospace (−2006)       | 1 800 – 1,850     |                            | 7      | Ritirato    | 1997         | 2006          |                        |
| Athena II                   | Stati Uniti               | Lockheed Martin                                   | 1 800             |                            | 3      | Ritirato    | 1998         | 1999          | 46 (2014)              |
| Delta 1900                  | Stati Uniti               | McDonnell Douglas                                 | 1 800             |                            | 1      | Ritirato    | 1973         | 1973          |                        |
| Delta 2910                  | Stati Uniti               | McDonnell Douglas                                 | 1 887             |                            | 6      | Ritirato    | 1975         | 1978          |                        |
| Hyperbola-2                 | Cina                      | i-Space                                           | 1 900             |                            | 4      | In sviluppo |              |               |                        |
| Rokot                       | Unione Sovietica Russia   | GKNPC Chruničev                                   | 1 950             | 1 200 in SSO               | 34     | Ritirato    | 1990         | 2019          | 41                     |
| Vega                        | Italia                    | Avio                                              |                   | 1 450 in SSO               | 21     | Operativo   | 2012         |               | 37                     |
| Kinetica 1                  | Cina                      | CAS Space                                         | 2 000             | 1 500 in SSO               | 2      | Operativo   | 2022         |               |                        |
| Tianlong-2                  | Cina                      | Space Pioneer                                     | 2 000             | 1 500 in SSO               | 1      | Operativo   | 2023         |               |                        |
| Jielong 3                   | Cina                      | Accademia cinese di tecnica dei lanciatori (CALT) |                   | 1 500 in SSO               | 1      | Operativo   | 2022         |               |                        |

1. ↑  Test suborbitale nel 1969, primo volo orbitale tentato nel 1970
2. ↑  Primo lancio orbitale tentato nel 2005
3. ↑  Un terzo razzo esplose prima del lancio.
4. ↑  Include 2 Kuaizhou-1 lanciati e 22 Kuaizhou-1A lanciati.
5. ↑  Voli suborbitali di test nel 1995, 1997 e 2002, nessun lancio orbitale tentato.